# えどたん
『えどたん』は、2009年にカプコンより配信開始された携帯電話向けの推理アドベンチャーゲーム。2011年4月28日から続編の携帯アプリ『続えどたん』が配信されたが、Android版やiOS版の『続えどたん』は配信されていない。キャラクターデザインは水谷伸也。音楽は尾野寺真未、加藤天宇。

## 物語

### えどたん
第一話 そこは大江戸八百八町
雷の鳴る雨の日、天道未来は父親のお使いで神田駅前に来ていた。雨宿りをしていたその時、雷が近くで落ち、未来は江戸時代（1778年）の江戸にタイムスリップしてしまう。運良くご先祖様である天道今一に出会うが、いきなり殺人事件の犯人と間違われてしまう。未来は自身の容疑を晴らすため、今一と共に事件の捜査を始める。
第二話 偽同心と岡っ引き見習い
大黒屋の蔵で女性の死体が発見される。調査に行く今一と様子を見に行く未来。現場には内側から鍵がかかっており、外からの開錠はできないことから今一は自殺だと判断するが、未来は密室殺人の可能性を疑っていた。そんな中、日本橋でのおときと出会いをきっかけに、二人は事件の調査をすることになる。
第三話 恨み華咲く大歌舞伎
未来とおときは浅草まで歌舞伎を見に来ていた。その日の演目を終え宴会が開かれようとしていた矢先、一座の団長が殺害されてしまう。クセのある歌舞伎役者たちを相手に捜査は難航するが、未来は真犯人を探すために奔走する。
第四話 怪盗ひょっとこ小僧
江戸を騒がす大泥棒、ひょっとこ小僧を追っている今一。ある日、風邪を引いた今一に変わって、未来が今一になりすましひょっとこ小僧に立ち向かう。
第五話 お江戸の名探偵
未来の元に、今一が殺人の容疑で捕まったと言う報せが舞い込む。未来はご先祖様である今一を助けるため、真犯人を探し始める。

### 続えどたん
未来が現代に戻り、江戸に平和な日々が続いた1年後（1779年）の話。
第一話 お江戸のメイタンテイ!?
今一が何者かに襲われた仏師の犯人を捜す。えどたんシリーズで唯一プレイヤーが今一を操作する。
第二話 再び大江戸八百八町
現代に帰った未来が再び江戸に呼び戻される。偶然出会ったおときと火事にあった料亭を調査する。
第三話 愛憎渦まく華の吉原
無実の罪で捕まったある人物を助けるべく吉原に向かった今一と未来だが、ある遊郭で殺人事件が起こってしまう。
第四話 江戸探偵の殺人
1779年12月9日、今一は御城将棋の感想戦を見守るという妙なお役目を受け、ある屋敷に向かう。おときと共に今一の元へ向かった未来だが、そこで起こった殺人事件の犯人にされてしまう。
第五話 時を超えた名探偵
無実の罪で捕まったある人物の死期が迫る中、未来たちは一橋家で起きた事件の捜査に向かう。しかし、事件は思わぬ方向に向かい、徳川幕府を揺るがす大いなる陰謀へと発展していく。一部では、プレイヤーがおときを操作する場面もある。

### 体験版えどたん
固有のタイトルは存在しない。作中の日時は1778年7月13日。体験版限定のオリジナルショートストーリーで、日本橋の湯屋で起こった殺人事件に未来が挑む。
モバイルサイト「カプコンパーティ」にて、プレイチケットの消費なしで遊べたショートストーリー。

## 登場人物
天道未来（てんどう みらい）
本作の主人公。推理小説が好きで、名探偵に憧れている高校生。父親は警察で鑑識官をしている。突然江戸時代にタイムスリップをしてしまう。現代の知識を用いて、江戸で起こる様々な事件を解決しようと奮闘する。
天道今一（てんどう いまいち）
江戸で南町奉行所の定町廻り同心をしている、未来のご先祖様。剣術の腕前は確かだが、頭の回転は今一つ。顔は未来とそっくり。天道家の祖先には、「天道古醍（てんどう こだい）」という人物がいたことも明かされている。
おとき
自称・水茶屋の看板娘。同心ものの絵草子が大好きで、岡っ引きになるのが夢。未来の助手として事件に関わっていく。実は一刻藩という大名の姫君で、家の者に内緒で屋敷を抜け出している。
おかこ
今一の母。「八丁堀の小町」と呼ばれている。おっとりとした性格だが、着物に関することには妥協を許さない。料理の腕は一流。
平七（へいしち）
今一の下で岡っ引きをしている男。どんな仕事でも三日ほどでコツを覚えてしまうことから「よろずや平七」と呼ばれている。
真島鉄之助（まじま てつのすけ）
南町奉行所の定町廻り同心で、今一の先輩。強面で頑固一徹な人物であり、仕事に対する姿勢は非常にまじめ。
おたま
下町で花火職人をやっているお風呂好きなお姉さん。裏の情報を独自のルートで仕入れる。
お奉行（おぶぎょう）
南町奉行。右目に眼帯をしている。いつか大岡越前のような名裁きをしたいと思っている。好奇心旺盛で、未来の事件捜査をバックアップする。本名は「長岡越前守正助」。
星崎蒼次（ほしざき そうじ）
幕府の目付であり、現代で言う若手キャリア。非常にプライドが高く、現代技術を用いて難解な事件を解決していく未来に対して、異常なまでに対抗心をむき出しにすることが多い。

## 備考
- 本作のゲームシステムは同じカプコン作品である『逆転裁判』シリーズの探偵パートに類似している。
- 『こいこい!えどたん花札』、『えどたん五目ならべ』、『えどたん大富豪』がカプコンのモバイルサイトで提供されており、購入が可能になっていた。